# Suwa Shigeki
Suwa Shigeki (jap. 諏訪 繁樹; * 1920; † 16. Dezember 1997 in Japan) war ein japanischer Physiker und einer der Gründungsväter des japanischen Forschungszentrum für Hochenergiephysik KEK sowie dessen erster Generaldirektor von 1971 bis 1977.

## Leben
Suwa Shigeki studierte bis 1944 an der naturwissenschaftlichen Fakultät der Kaiserlichen Universität Tokio und forschte dann dort bis 1954 auf dem Gebiet der Kernphysik. Er ging dann an das Institute of Nuclear Study (INS) der Universität Tokio, wo er beteiligt war am Design und Bau des ersten Zyklotrons am Institut. 1960 ging er in die Vereinigten Staaten, wo er bis 1962 an der University of Minnesota und von 1963 bis 1966 am Argonne National Laboratory in Chicago tätig war; Hauptschwerpunkt war die Erzeugung und der Einsatz von polarisierten Protonenstrahlen.
Nach der Rückkehr nach Japan war Shigeki Suwa zusammen mit dem Physiker Nishikawa Tetsuji Ende der 1960er treibende Kraft einer Gruppe führender japanischer Wissenschaftler, die sich für die Errichtung eines leistungsstarken Protonen-Synchrotrons einsetzten. Die japanische Regierung genehmigte Anfang der 1970er Jahre den Bau eines 8-GeV-Protonen-Synchrotrons (angestrebt war allerdings ein 40-GeV-Protonen-Synchrotron), verbunden mit der Auflage, eine nationale Hochenergiephysik-Forschungseinrichtung zu gründen, was schließlich zur Gründung des KEK 1971 führte. Shigeki Suwa war bis 1977 erster Generaldirektor und Tetsuji Nishikawa war für das Design und den Bau des Protonen-Synchrotrons KEK-PS verantwortlich.
Von 1980 bis 1984 war Shigeki Suwa Professor an der Universität Tsukuba und Präsident des heutigen Proton Medical Research Center der Universität, das sich mit der Anwendung von Protonenstrahlen zur Krebstherapie beschäftigt. Bis 1991 war er noch Professor an der Naturwissenschaftlichen Universität Tokio.

## Auszeichnungen
- 1982: Japanische Ehrenmedaille am Violetten Band[4]
- 1988: Fujiwara-Preis der Fujiwara Science Foundation[4]
- 1991: Japanischer Orden des Heiligen Schatzes 2. Klasse[4]